# 弦楽四重奏曲第2番 (プロコフィエフ)
弦楽四重奏曲第2番ヘ長調 作品92は、旧ソ連の作曲家セルゲイ・プロコフィエフによって1941年に作曲された弦楽四重奏曲である。

## 背景
1941年にナチス・ドイツがソ連へ侵攻し、独ソ戦が始まると、プロコフィエフは国内の他の作曲家とともに大都市から退去させられ、カバルディノ・バルカル自治共和国の首都ナリチクに疎開した。同共和国はカフカース北部に位置し、ヨーロッパ・ロシアやトルコ、カスピ海と国境を接している。プロコフィエフはナリチク滞在中に同地の民俗音楽を吟味して、この弦楽四重奏曲を書き上げた。民謡や民俗音楽の要素を取り入れたこともあり、モダンな第1番に比べ、明るく平明で叙情的な作品となっている。1942年4月7日に、ベートーヴェン四重奏団によりモスクワにて初演された。

## 曲の構成
3楽章からなり、演奏時間は20分から25分ほどである。
- 第1楽章 Allegro sostenuto
- 第2楽章 Adagio
- 第3楽章 Allegro

プロコフィエフは、カバルダ民謡の主題を作品中に用いたが、それと同時に独特な和声付けの様式を維持している。民族音楽の特徴は、中東の撥弦楽器や打楽器を模した響きに歴然としており、万策尽くして音響効果を用いる姿勢と結び付いている。第2楽章で背景となる伴奏楽器は、カフカスの擦弦楽器カマンチャを模倣している。
なお、プロコフィエフの親友ニコライ・ミャスコフスキーも、交響曲第23番や弦楽四重奏曲第7番の主題にカバルダ民謡を利用した。